# Canale Monterano
Canale Monterano és un comune (municipi) de la ciutat metropolitana de Roma, a la regió italiana del Laci, situat uns 40 km al nord-oest de Roma. L'1 de gener de 2018 tenia 4.165 habitants.
Canale Monterano limita amb els següents municipis: Blera, Manziana, Oriolo Romano, Tolfa i Vejano.

## Llocs d'interès
- Jardí Botànic de Stigliano.

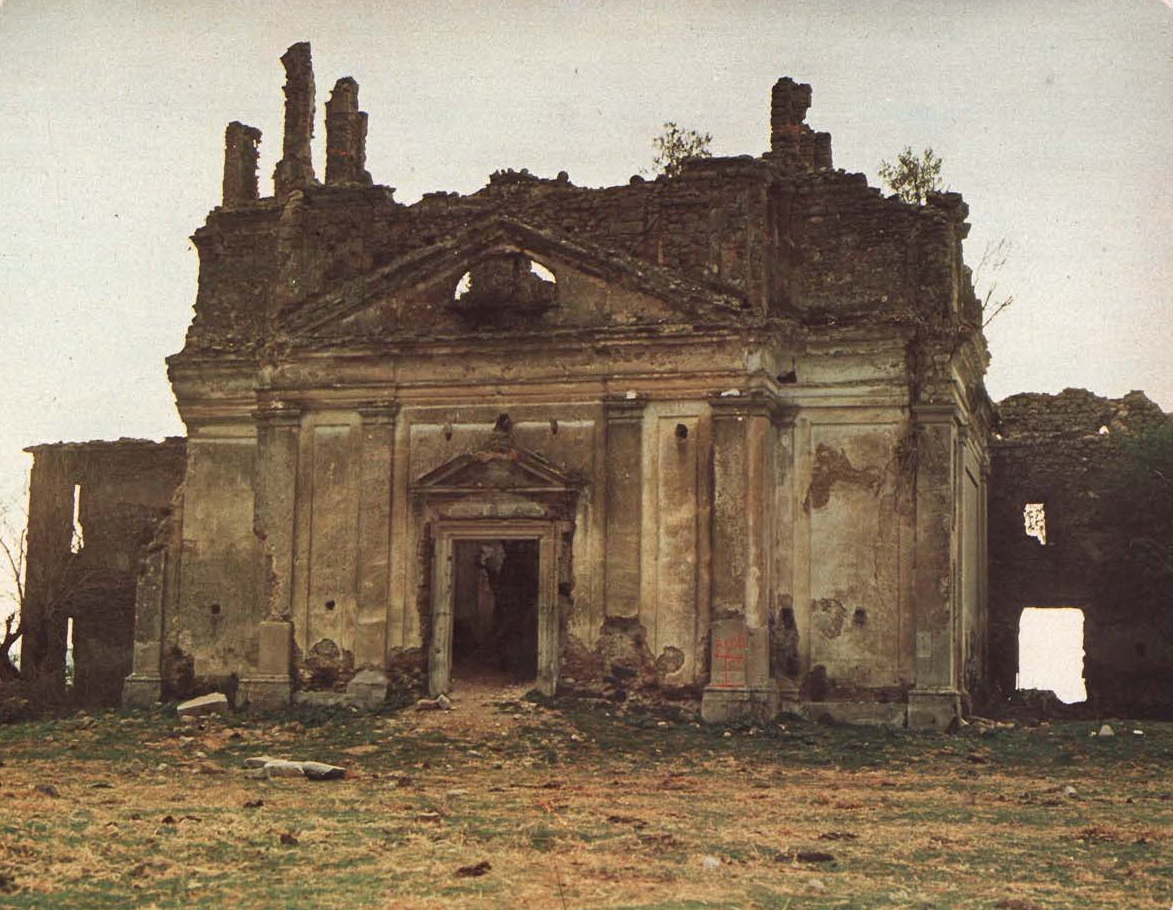
Ruïnes de l'església de San Bonaventura, de Bernini.

- Ruïnes de l'antic poble de Monterano (seu d'un bisbat), que va ser incendiat per l'armada republicana francesa a finals del segle xviii juntament amb la seva població. Inclou l'església de San Bonaventura i una font barroca amb una estàtua d'un lleó dissenyada per Gian Lorenzo Bernini.
- Restes d'un aqüeducte romà.